# Artux
Artux, Artush (en uigur: ئاتۇش شەھىرى; Kyrgyz: ارتىش‎; también como Atushi; en chino, 阿图什市, y en pinyin, Ātúshí Shi), es una ciudad a nivel de condado y la capital de la prefectura autónoma kirguisa de Kizilsu en la Región Autónoma Uygur de Xinjiang, China. La sede del gobierno está en el subdistrito de Guangminglu (光明路街道).

## Historia

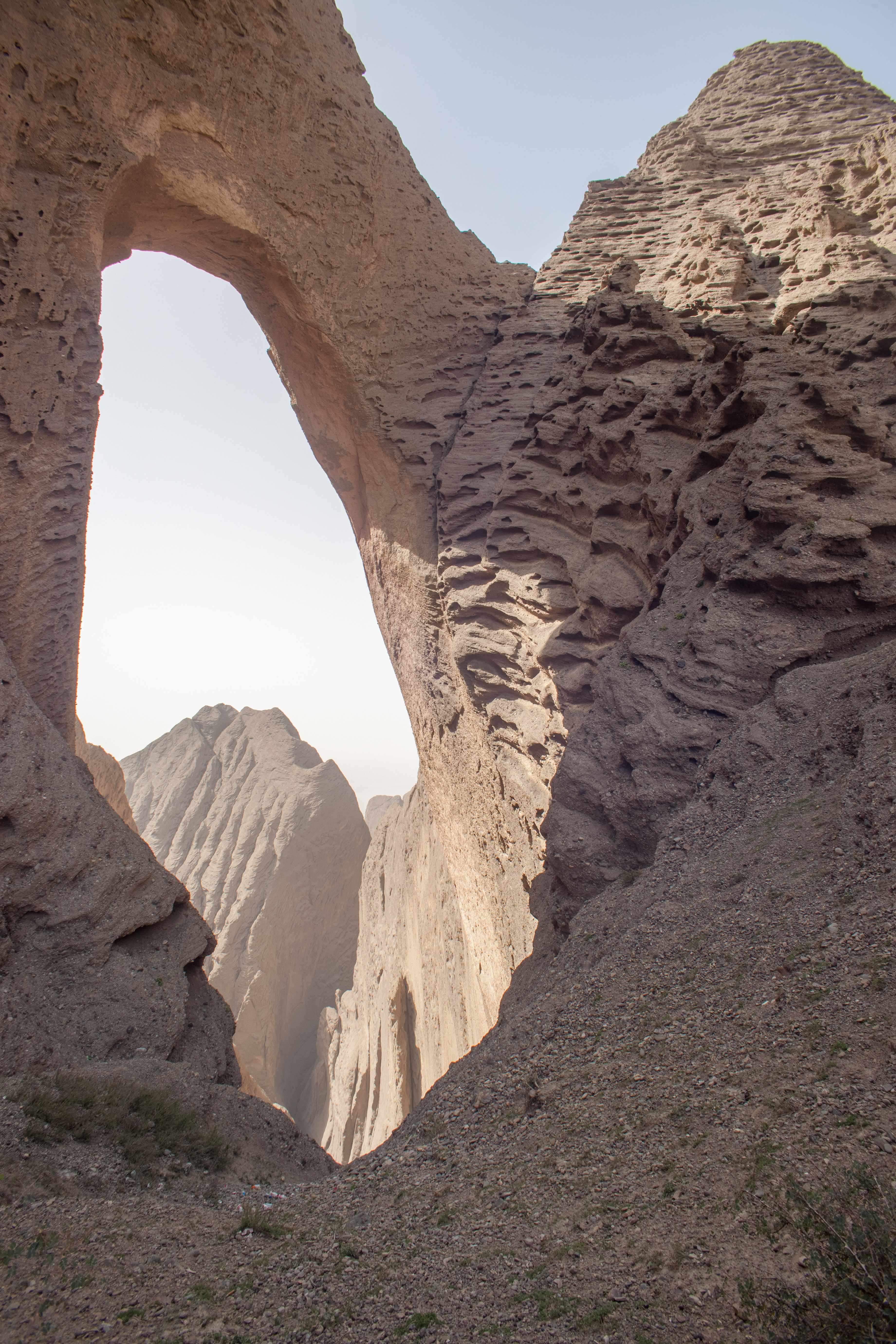
Arco de Shipton

En enero de 1943, se estableció el condado de Artux. En junio de 1986, el condado de Artux se convirtió en la Ciudad de Artux.
En 2018, la cúpula de la mezquita de Eshtachi (39°41′33.46″N 76°7′25.88″E / 39.6926278, 76.1238556) fue eliminada. En los últimos tiempos también se han derribado otras mezquitas.
El Centro de Servicios de Formación para la Educación en Habilidades Profesionales de la ciudad de Artux es uno de los campamentos de internamiento de Xinjiang.
A las 10:23 pm del 19 de enero de 2020, un terremoto de magnitud 5.2 sacudió la ciudad.

## Geografía y clima
Está situado en la parte noroeste de la cuenca del Tarim, al sur de las montañas Tien Shan. Como la mayor parte de Sinkiang, Artux tiene un clima frío y árido (Köppen BWk) con veranos calurosos, inviernos helados y poca precipitación y baja humedad durante todo el año. La temperatura media anual es de 13,1 °C, y la precipitación media anual, 3,74 plg. La mayor parte de esta precipitación limitada proviene de tormentas eléctricas erráticas en los meses de verano, aunque en este momento la humedad relativa promedia menos del 35 por ciento.
| Parámetros climáticos promedio de Artux (1981–2010) | Parámetros climáticos promedio de Artux (1981–2010) | Parámetros climáticos promedio de Artux (1981–2010) | Parámetros climáticos promedio de Artux (1981–2010) | Parámetros climáticos promedio de Artux (1981–2010) | Parámetros climáticos promedio de Artux (1981–2010) | Parámetros climáticos promedio de Artux (1981–2010) | Parámetros climáticos promedio de Artux (1981–2010) | Parámetros climáticos promedio de Artux (1981–2010) | Parámetros climáticos promedio de Artux (1981–2010) | Parámetros climáticos promedio de Artux (1981–2010) | Parámetros climáticos promedio de Artux (1981–2010) | Parámetros climáticos promedio de Artux (1981–2010) | Parámetros climáticos promedio de Artux (1981–2010) |
| Mes                                                 | Ene.                                                | Feb.                                                | Mar.                                                | Abr.                                                | May.                                                | Jun.                                                | Jul.                                                | Ago.                                                | Sep.                                                | Oct.                                                | Nov.                                                | Dic.                                                | Anual                                               |
| --------------------------------------------------- | --------------------------------------------------- | --------------------------------------------------- | --------------------------------------------------- | --------------------------------------------------- | --------------------------------------------------- | --------------------------------------------------- | --------------------------------------------------- | --------------------------------------------------- | --------------------------------------------------- | --------------------------------------------------- | --------------------------------------------------- | --------------------------------------------------- | --------------------------------------------------- |
| Temp. máx. abs. (°C)                                | 19.0                                                | 18.6                                                | 28.4                                                | 34.9                                                | 36.0                                                | 39.5                                                | 41.0                                                | 41.8                                                | 37.0                                                | 30.9                                                | 25.1                                                | 18.9                                                | '                                                   |
| Temp. máx. media (°C)                               | 0.3                                                 | 6.0                                                 | 14.4                                                | 22.6                                                | 27.6                                                | 31.5                                                | 33.5                                                | 32.5                                                | 27.7                                                | 20.2                                                | 10.8                                                | 2.0                                                 | 19.1                                                |
| Temp. media (°C)                                    | -4.7                                                | -0.7                                                | 9.0                                                 | 16.7                                                | 21.5                                                | 25.3                                                | 27.1                                                | 26.2                                                | 21.3                                                | 13.8                                                | 4.9                                                 | -2.8                                                | 13.1                                                |
| Temp. mín. media (°C)                               | -8.8                                                | -4.2                                                | 3.8                                                 | 10.9                                                | 15.6                                                | 19.1                                                | 20.9                                                | 20.0                                                | 15.1                                                | 7.7                                                 | -0.2                                                | -6.6                                                | 7.8                                                 |
| Temp. mín. abs. (°C)                                | -20.5                                               | -20.7                                               | -7.9                                                | -0.1                                                | 4.1                                                 | 8.1                                                 | 11.4                                                | 11.5                                                | 6.5                                                 | -2.2                                                | -12.6                                               | -19.9                                               | '                                                   |
| Precipitación total (mm)                            | 2.7                                                 | 4.9                                                 | 8.6                                                 | 6.4                                                 | 13.0                                                | 12.3                                                | 13.6                                                | 13.5                                                | 10.2                                                | 6.7                                                 | 2.5                                                 | 2.4                                                 | 96.8                                                |
| Humedad relativa (%)                                | 62                                                  | 50                                                  | 38                                                  | 30                                                  | 30                                                  | 30                                                  | 32                                                  | 35                                                  | 38                                                  | 42                                                  | 52                                                  | 64                                                  | 41.9                                                |
| Fuente: China Meteorological Administration         |                                                     |                                                     |                                                     |                                                     |                                                     |                                                     |                                                     |                                                     |                                                     |                                                     |                                                     |                                                     |                                                     |

## Divisiones administrativas
Artux incluye tres subdistritos, una ciudad, seis municipios y otra área:
Subdistritos (يولى كوچا باشقارمىسى/街道):
- Subdistrito de Avenida de Bext (Xingfu Lu; بەخت يولى كوچا باشقارمىسى /幸福路街道), Subdistrito de Avenida de Nurluq (Guangming Lu; نۇرلۇق يولى كوچا باشقارمىسى/光明路街道), Subdistrito de Xincheng (新城街道)

Ciudad ( بازىرى/镇):
- Ustun Atush (Shang'atushi;[13] ئۈستۈن ئاتۇش بازىرى/上阿图什镇)

Municipios (يېزىسى/乡
- Süntag[13] (Songtake, Suntagh; سۇنتاغ يېزىسى/松他克乡), Azak[13] (Azhake, Azaq; ئازاق يېزىسى/阿扎克乡), Agu[13] (Ahu, Aghu; ئاغۇ يېزىسى/阿湖乡), Katyaylak[13] (Gedaliang, Kattaylaq; كاتتايلاق يېزىسى/格达良乡), Karajül[14] (Halajun, Karajol,[13] Qarajol; قاراجول يېزىسى/哈拉峻乡),[15] Tugurmiti (Tugumaiti; تۈگۈرمىتى يېزىسى/吐古买提乡)

Otras áreas:
- Granja Bingtuan Nongsanshi Hongqi (兵团农三师红旗农场)

La ciudad tenía dos subdistritos, cinco municipios y tres granjas bajo su jurisdicción en 2018.

## Economía
La economía de Artux se basa principalmente en la agricultura; los productos agrícolas son principalmente algodón, uvas y ovejas.
Las industrias en Artux incluyen la fabricación de sal, el desmotado de algodón, el procesamiento de alimentos y el procesamiento de aceite de cocina. Los productos agrícolas incluyen trigo, maíz, sorgo, sésamo, arroz y otros, y la especialidad local es el higo común. Las ovejas son el principal ganado de Artux.

## Demografía
A 1997, el 81,5% de la población de Artux era uigur.
A 1999, el 79,68% era uigur y el 7,21% era chino han.
A 2015, 216 651 (80,44%) de los 269 317 residentes eran uigures, 30 174 (11,20%) eran kirguises, 21 754 (8,08%) eran chinos han, y 738 eran de otros grupos étnicos

## Transporte
Artux es servido por el ferrocarril del sur de Sinkiang.

## Personas notables
- Saifuddin Azizi, primer presidente de Sinkiang
- Sabit Damolla, primer ministro del Turkestán Oriental (1933-4)
- Salih Hudayar
- Sultán Satuq Bughra Khan
- Ilham Tohti
- Anwar Yusuf Turani
- Ghulam Osman Yaghma, presidente del Gobierno en el exilio del Turkestán Oriental

## Mapas históricos
Mapas históricos, incluido Artux:

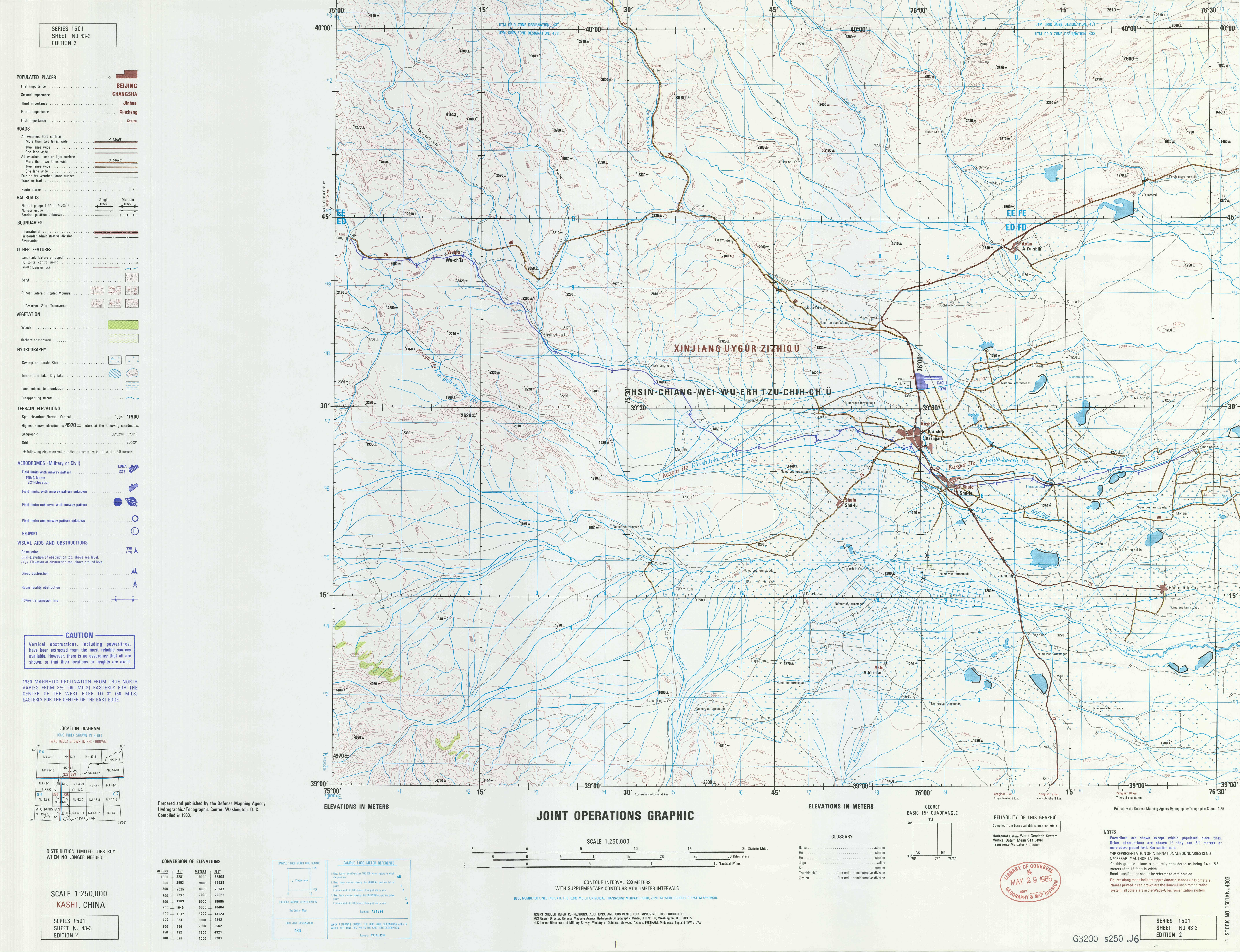
Mapa que incluye a Artux como A-t'u-shih (DMA, 1983)
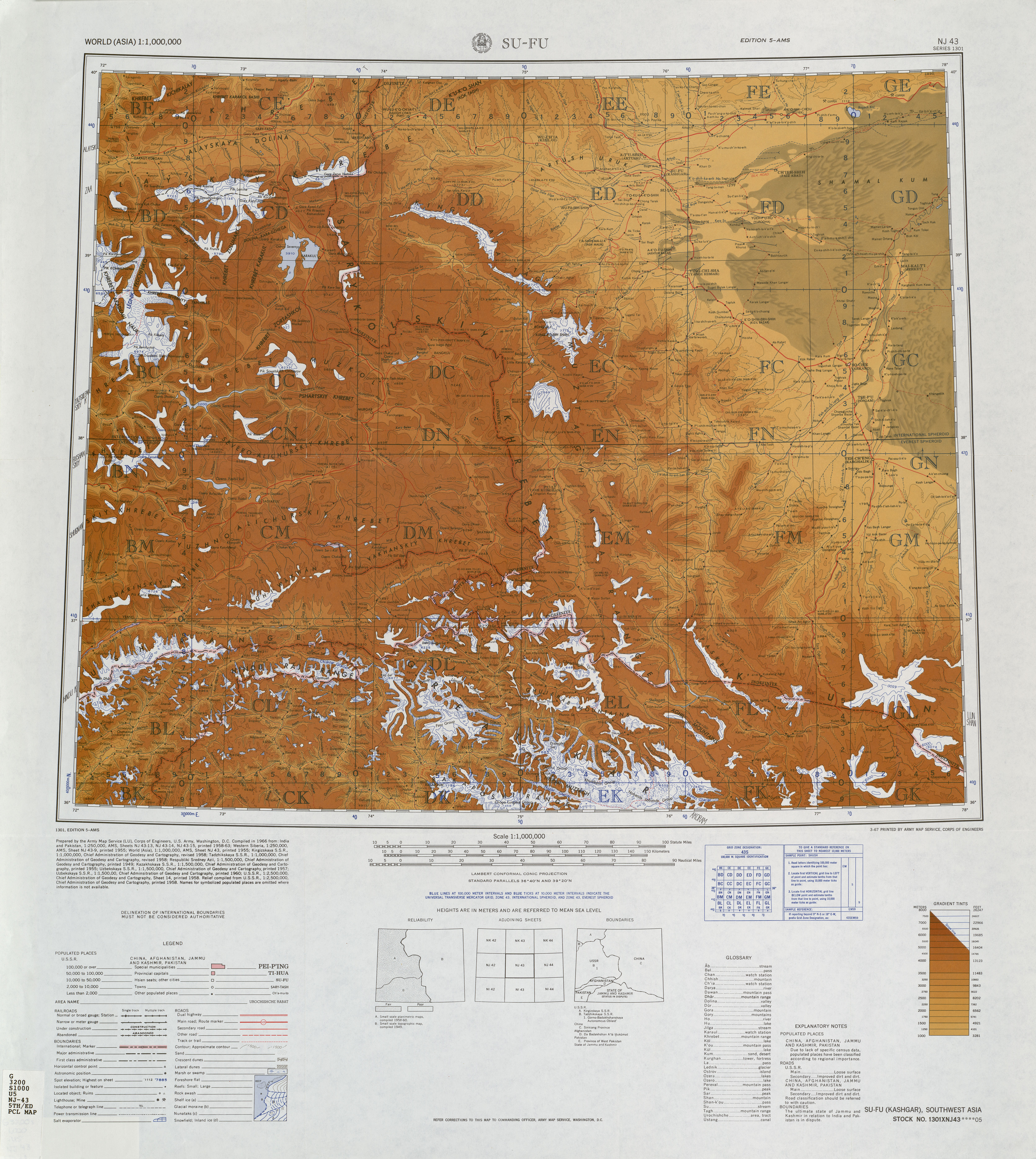
Mapa que incluye a Artux (etiquetado como A-T'U-SHIH (ARTUSH)) (AMS, 1966)
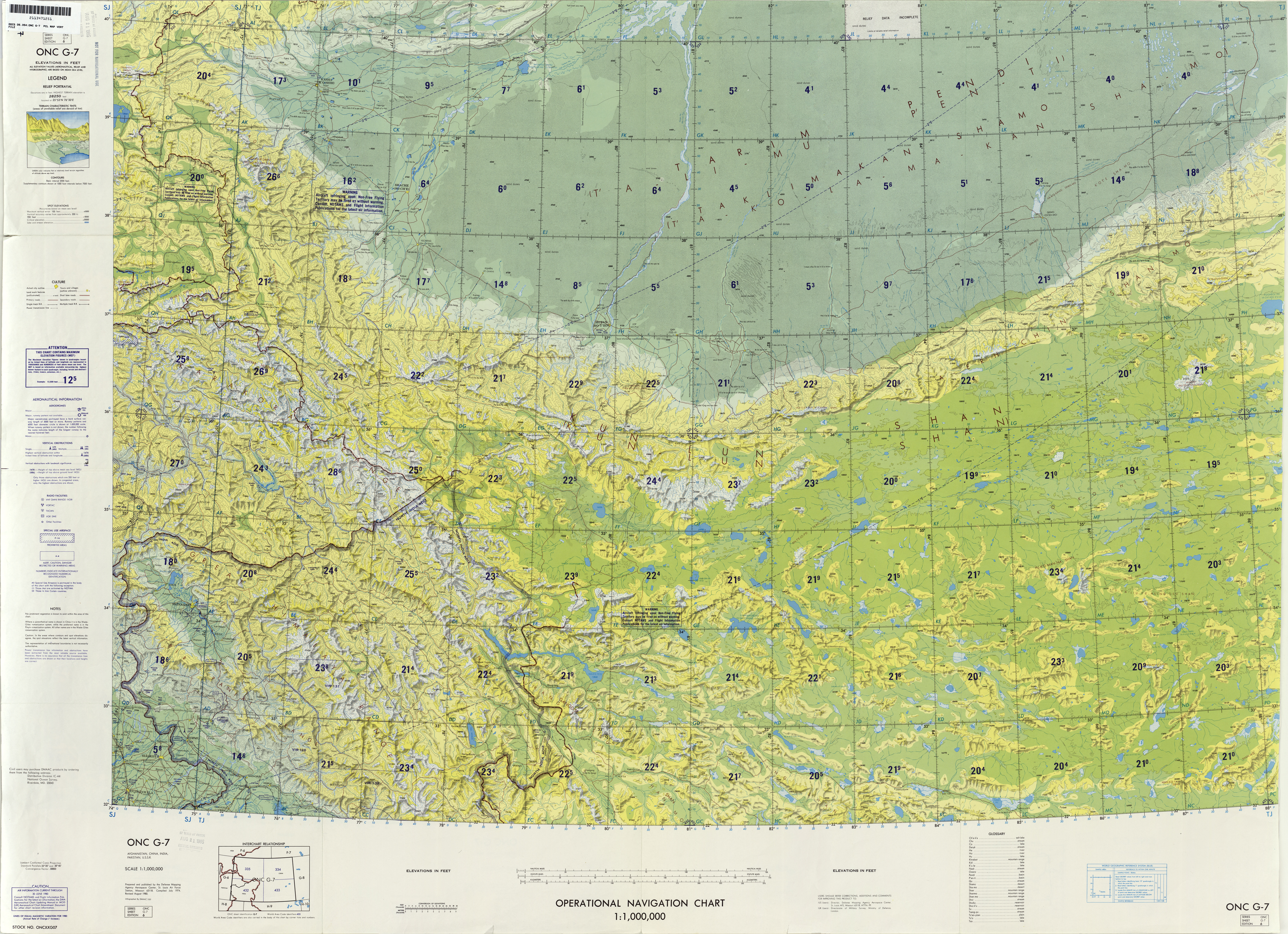
Desde la carta de navegación operativa; mapa que incluye Artux (A-t'u-shih) (DMA, 1980)
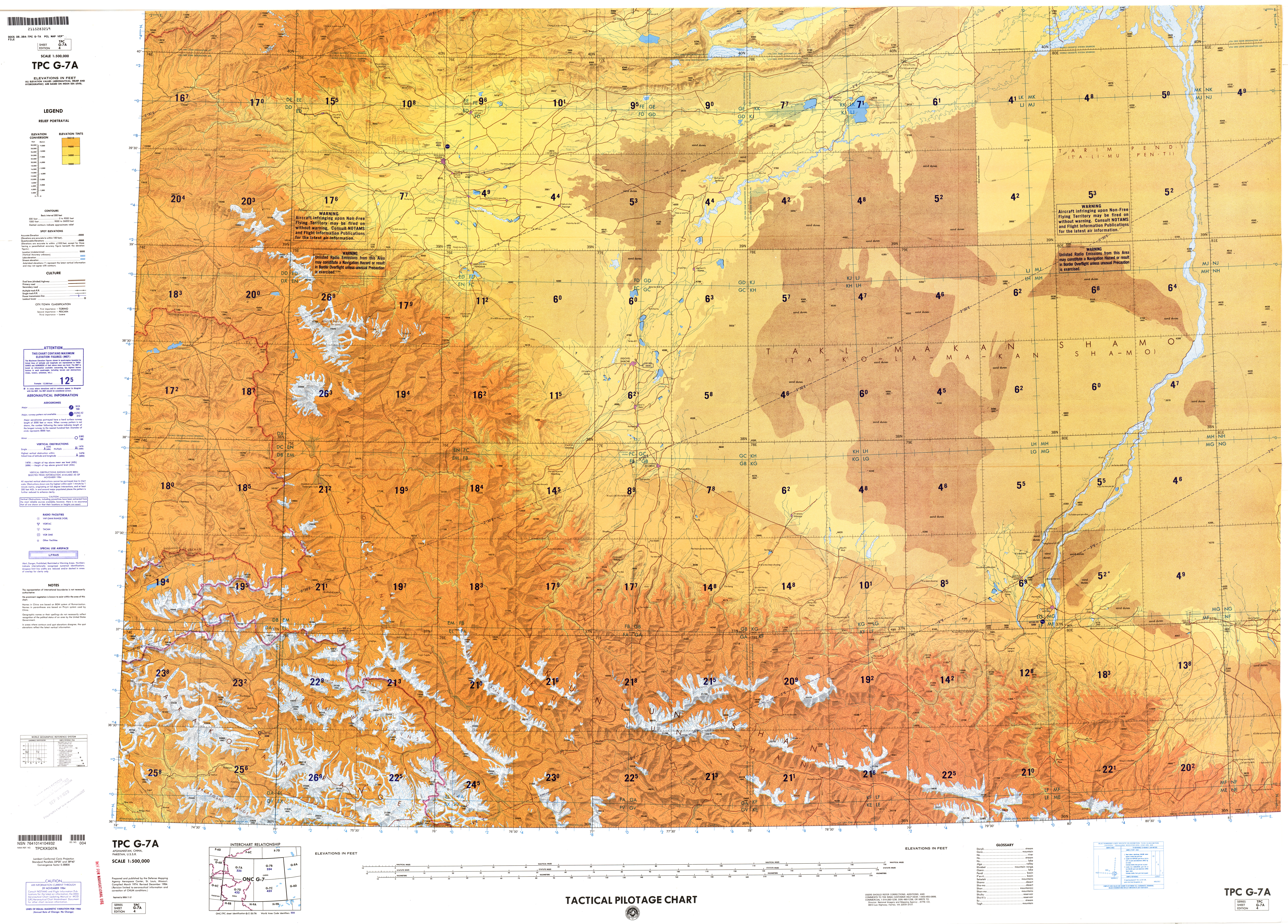
Mapa que incluye a Artux (A-t'u-shih) (DMA, 1984)